# Sisurcana
Sisurcana es un género de polillas tortrícidas categorizado en la tribu Atteriini, de la subfamilia Tortricinae. Fue descrito por Powell en 1986.

## Especies
- Sisurcana alticolana Razowski y Pelz, 2007
- Sisurcana aluminias (Meyrick, 1912)
- Sisurcana analogana Razowski y Pelz, 2007
- Sisurcana antisanae Razowski y Pelz, 2007
- Sisurcana atricaput Razowski y Becker, 2011
- Sisurcana atterimima Razowski y Pelz, 2004
- Sisurcana batalloana Razowski y Wojtusiak, 2006
- Sisurcana bifurcana Razowski y Pelz, 2007
- Sisurcana brasiliana Razowski, 2004
- Sisurcana chromotarpa Razowski y Pelz, 2004
- Sisurcana cirrhochroma Razowski y Wojtusiak, 2010
- Sisurcana citrochyta (Meyrick, 1926)
- Sisurcana clavus Razowski y Wojtusiak, 2010
- Sisurcana fasciana Razowski y Pelz, 2007
- Sisurcana firmuncus Razowski y Pelz, 2007
- Sisurcana furcatana Powell, 1986
- Sisurcana gnosta Razowski y Wojtusiak, 2011
- Sisurcana heredographa Razowski y Pelz, 2004
- Sisurcana holographa Razowski y Pelz, 2004
- Sisurcana itatiaiae Razowski y Becker, 2011
- Sisurcana latiloba Razowski y Wojtusiak, 2010
- Sisurcana leprana (Felder y Rogenhofer, 1875)
- Sisurcana leptina Razowski, 2004
- Sisurcana llaviucana Razowski y Pelz, 2007
- Sisurcana margaritae Razowski y Pelz, 2004
- Sisurcana microbaccata  Razowski y Wojtusiak, 2009
- Sisurcana obscura  Razowski y Wojtusiak, 2008
- Sisurcana olivobrunnea  Razowski y Wojtusiak, 2010
- Sisurcana paenulata Razowski y Becker, 2004
- Sisurcana pallidobrunnea Razowski y Wojtusiak, 2006
- Sisurcana papallactana  Razowski y Pelz, 2007
- Sisurcana pascoana  Razowski y Wojtusiak, 2010
- Sisurcana polychondra Razowski y Becker, 2004
- Sisurcana procidua Razowski y Pelz, 2004
- Sisurcana pululahuana  Razowski y Wojtusiak, 2009
- Sisurcana ranunculata (Meyrick, 1912)
- Sisurcana rhora Razowski y Becker, 2004
- Sisurcana ruficilia  Razowski y Wojtusiak, 2009
- Sisurcana rufograpta  Razowski y Wojtusiak, 2009
- Sisurcana sangayana Razowski y Wojtusiak, 2009
- Sisurcana sanguinoventer Razowski y Wojtusiak, 2010
- Sisurcana sectator Razowski y Becker, 2004
- Sisurcana somatina (Dognin, 1912)
- Sisurcana spinana Razowski y Pelz, 2007
- Sisurcana tabloneana Razowski y Wojtusiak, 2009
- Sisurcana temna Razowski y Becker, 2004
- Sisurcana topina Razowski y Pelz, 2004
- Sisurcana triangulifera Razowski y Pelz, 2007
- Sisurcana umbellifera (Meyrick, 1926)
- Sisurcana valida Razowski y Becker, 2011
- Sisurcana vilcanotae Razowski y Wojtusiak, 2010